# Jennell Jaquays

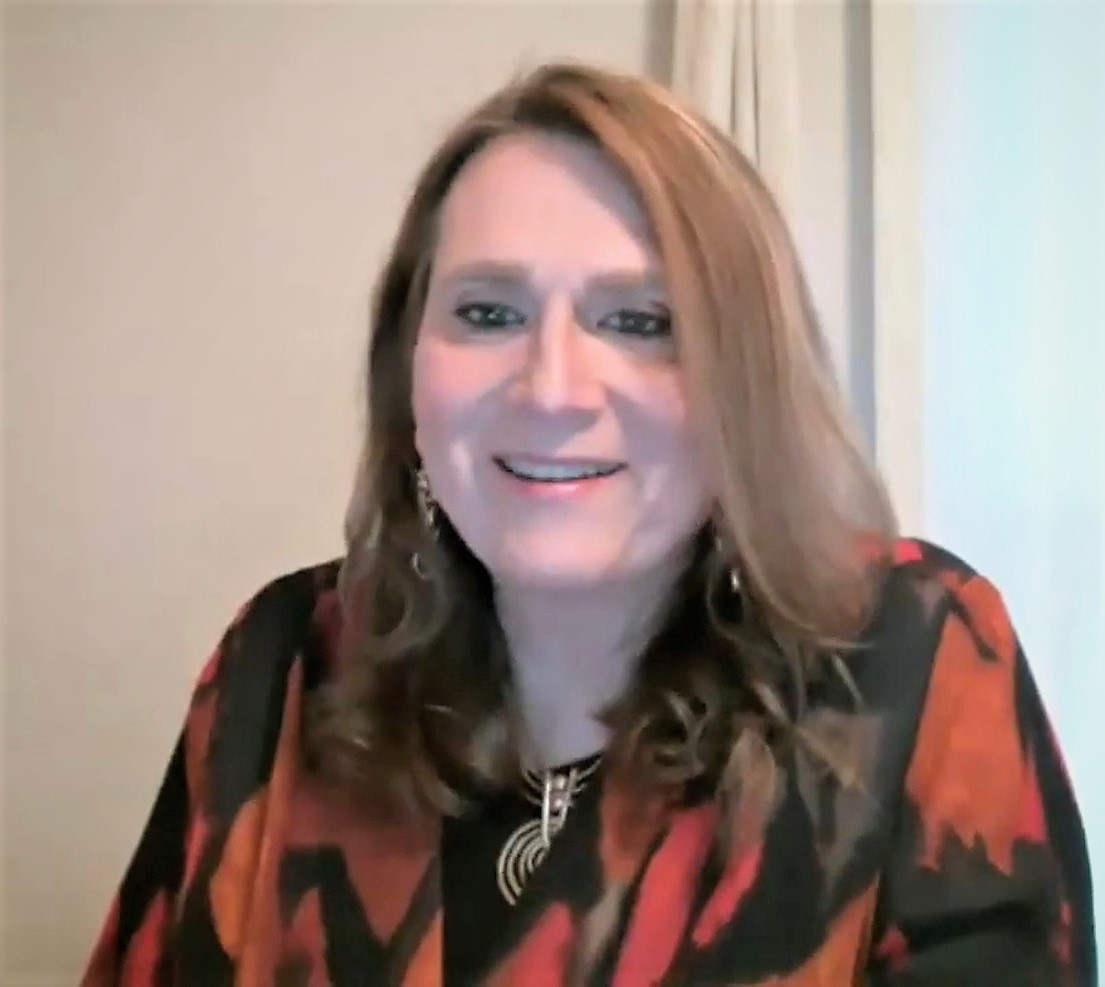
Jennell Jaquays, 2012

Jennell Jaquays  (* 14. Oktober 1956 in Michigan als Paul Jaquays; † 10. Januar 2024) war eine amerikanische Game Designerin, Künstlerin und Autorin. Sie entwickelte ab den 1970er-Jahren Grafiken und Designs sowohl für traditionelle Rollenspiele wie Dungeons & Dragons als auch Computerspiele.

## Leben und Werk
Jaquays beendete 1974 die Jackson County Western High School in Michigan und 1978 das Spring Arbor College mit einem Bachelor of Arts.
Ihr Berufsleben begann sie mit dem Erstellen von Illustrationen für Pen-&-Paper-Rollenspiele des Dungeons-&-Dragons-Franchise, teils in Festanstellung für den Spieleverlag Judges Guild. Für Judges Guild schrieb sie außerdem mit Dark Tower und Caverns of Thracia zwei populäre Dungeons-&-Dragons-Module, Handbücher für Pen-&-Paper-Spielleiter, die eine abgeschlossene Geschichte innerhalb des Dungeons-&-Dragons-Universums inklusive für den Spielleiter notwendigen Hintergrundinformationen enthalten.
Im Dezember 1980 begann sie eine Tätigkeit als Spieledesignerin beim Unterhaltungselektronikproduzenten Coleco, wo sie Umsetzungen populärer Arcade-Spiele als Tabletop-Geräte mitgestaltete. Mit der Veröffentlichung der ColecoVision-Spielkonsole wurde sie zur Leiterin der neu gegründeten Abteilung für Spieldesign ernannt und verantwortete die gestalterischen Aspekte bei der Portierung von lizenzierten Arcadespielen wie Pac-Man oder Donkey Kong auf die neue Konsole. Die Videospieleabteilung von Coleco wurde 1983 im Rahmen des Video Game Crash geschlossen.
Als unabhängige Künstlerin und Designerin arbeitete sie in den späten 1980ern und frühen 1990ern unter anderem mit den Computerspielpublishern Interplay Entertainment, Epyx, Electronic Arts zusammen, entwickelte aber auch Grafik- und Designinhalte für die Rollenspielsysteme von Dungeons & Dragons (D&D), BattleTech, Star Wars und Ghostbusters.
1997 beschäftigte sie sich wieder mit Computerspielen und entwickelte bei id Software Gameplay-Levels für schnelle Action-Shooter wie Quake II und Quake 3 Arena. Bei Ensemble Studios erstellte sie 3D-Spieleinstellungen für Echtzeit-Strategiespiele, darunter Age of Empires III auf dem PC und Halo Wars auf der Spielkonsole Xbox 360. 2003 war sie maßgeblich an der Einrichtung des Studiengangs für Spieleentwicklung „The Guildhall“ an der Southern Methodist University in Plano, Dallas beteiligt. Ab 2009 arbeitete sie bei CCP North America in der Nähe von Atlanta, Georgia, als Lead Level Designer für das unvollendete MMO World of Darkness, basierend auf dem gleichnamigen Rollenspiel von White Wolf.
2011 gab Jaquays öffentlich bekannt, dass sie sich als lesbische Frau identifiziere. 2012 begann sie freiberufliche Kunst- und Designaufträge zu übernehmen und leitete wieder ihr ehemaliges Jaquays Design Studio als Dragongirl Studios. 2012 verließ sie CCP North America, um bei der von ihr mitgegründeten Firma Olde Sküül, Inc. zu arbeiten. Als Creative Director des Transgender Human Rights Institute in Seattle war sie an der Petition zur Schaffung des Gesetzes beteiligt, das die Konversionstherapie von LGBT-Jugendlichen verbietet. 2015 forderte Präsident Barack Obama aufgrund dieser Petition das Verbot der Konversionstherapie für Minderjährige.
Jaquays war verheiratet mit der ebenfalls transsexuellen Spieleentwicklerin Rebecca Heineman. Sie hatte einen Sohn und eine Tochter. 2017 wurde sie in die Hall of Fame des Origins Award aufgenommen.

## Auszeichnungen
- 1979: Nominierung von Dark Tower mit dem H.G. Wells Award als bestes Rollenspiel-Abenteuer[6]
- 1981: Nominierung von Chaosiums Griffin Mountain RuneQuest-Szenario für den H.G. Wells Award[7]
- 1986: Nominierung von Griffin Island für den H.G. Wells Award[7]
- 1989: Origins Gamer’s Choice Award für das beste Rollenspiel-Abenteuer (Castle Greyhawk)[8]
- 2017: Hall of Fame Inductee für die Academy of Adventure Gaming Arts & Design[9]